# Горка (Лодейнопольское городское поселение)
Горка — деревня в Лодейнопольском городском поселении Лодейнопольского района Ленинградской области.

## История
На плане западной части Лодейнопольского уезда, изданном в 1818 году, на месте современной деревни обозначен погост Горка. 

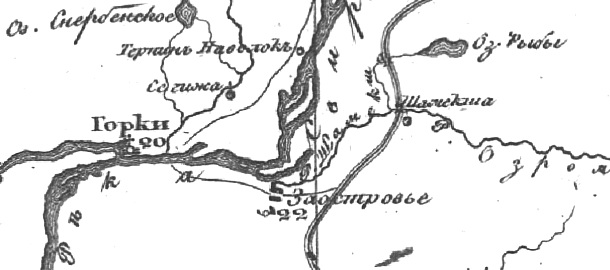
Деревня Горки на карте 1832 года

Деревня Горки, состоящая из 20 крестьянских дворов, с церковью, упоминается на картах Санкт-Петербургской губернии Ф. Ф. Шуберта 1832 и 1844 годов.

ГОРКА — деревня при реке Свири, число дворов — 35, число жителей: 80 м. п., 89 ж. п. 

ГОРСКИЙ ПОГОСТ — погост при реке Свири, число дворов — 4, число жителей: 6 м. п., 8 ж. п.; Церквей православных две . (1879 год)

Сборник Центрального статистического комитета описывал её так:

ГОРКА (ГОРСКИЙ ПОГОСТ) — село бывшее государственное при реке Свири, дворов — 41, жителей — 204; Две церкви православных, лавка. (1885 год)

Село относилось к Каномской волости Лодейнопольского уезда Олонецкой губернии.

ГОРКА — деревня при реке Свири, население крестьянское: домов — 52, семей — 52, мужчин — 109, женщин — 112, всего — 221; некрестьянское: домов — 3, семей — 3, мужчин — 5, женщин — 5; лошадей — 29, коров — 44, прочего — 52. Школа. (1905 год) 

В конце XIX — начале XX века деревня административно относилась к Заостровской волости 1-го стана Лодейнопольского уезда Олонецкой губернии.
С 1917 по 1922 год деревня входила в состав Горского сельсовета Заостровской волости Лодейнопольского уезда Олонецкой губернии.
С 1922 года в составе Ленинградской губернии.
С февраля 1927 года в составе Луначарской волости. С августа 1927 года, в составе Лодейнопольского района. В 1927 году население деревни составляло 251 человек.
Согласно карте Ленинградской области Северо-западного аэрогеодезического треста ГГУ издания 1932 года деревня насчитывала 28 крестьянских дворов.
По данным 1933 года деревня Горка входила в состав Горского сельсовета Лодейнопольского района, административным центром сельсовета была деревня Ковкеницы.
С 1 сентября 1941 года по 31 мая 1944 года деревня находилась в финской оккупации. Согласно карте РККА юга Карелии издания 1943 года деревня насчитывала 52 двора.
С 1954 года в составе Заостровского сельсовета.
В 1958 году население деревни составляло 34 человека.
По данным 1966, 1973 и 1990 годов деревня Горка также входила в состав Заостровского сельсовета.
В 1997 году в деревне Горка Шамокшинской волости проживали 7 человек, в 2002 году — 16 человек (все русские).
В 2007 году в деревне Горка Лодейнопольского ГП проживали 6 человек.

## География
Деревня расположена в северной части района на правом берегу реки Свирь на автодороге 41К-241 (Свирское — Горка).
Расстояние до административного центра поселения — 36 км.
Расстояние до ближайшей железнодорожной станции Заостровье — 6 км.

## Демография
| 1879 | 1885 | 1905 | 1927 | 1958 | 1997 | 2007 |
| ---- | ---- | ---- | ---- | ---- | ---- | ---- |
| 183  | ↗204 | ↗231 | ↗251 | ↘34  | ↘7   | ↘6   |
| 2010 | 2017 |      |      |      |      |      |
| ↗10  | →10  |      |      |      |      |      |

Национальный состав
Согласно данным Всероссийской переписи населения 2021 года в деревне проживали 6 человек, из них русские — 3 человека, остальные национальность не указали.

## Религиозные здания
Действующие
- Часовня Илии Пророка, деревянная (1999). Построена на месте Ильинского храма силами энтузиастов на пожертвования жителей, по проекту Б. П. Пинегина.

Утраченные
- Церковь Николая Чудотворца на Горском погосте, деревянная (1757). Утрачена в 1942 году.
- Церковь Илии Пророка, деревянная (1690). Утрачена в 1942 году[22].

В примечаниях 1888 года к запискам одного из первых исследователей Ладожского озера капитана Я. Я. Мордвинова они описываются так:

В Горском погосте, расположенном при селе Горке, Лодейнопольского уезда, на правом берегу реки Свири, в 23 верстах от Лодейного Поля, церковь во имя Св. Николая Чудотворца, построенная в 1757 году неизвестно кем, деревянная, холодная, с одним престолом. К церкви сей принадлежат: а) оставшаяся от упразднённого Ильинского монастыря теплая церковь во имя Св. Пророка Илии деревянная, с одним престолом, постоенная неизвестно кем в 1690 году и затем обновлённая в 1848 году, и б) теплая же церковь во имя Св. Архистратига Михаила в селе Заостровье, с одним престолом… По клировой за 1885 год ведомости церковный причт в Горском приходе показан состоящим из священника, дьякона и псаломщика. 